# Urszula Koszut
Urszula Koszut (ur. 13 grudnia 1940 w Pszczynie, zm. 27 września 2023 w Warszawie) – polska śpiewaczka operowa, sopran.

## Życiorys
Studiowała w Państwowej Wyższej Szkole Muzycznej w Katowicach pod kierunkiem Ireny Lewińskiej (1960–1965), uzupełniające studia muzyczne odbyła u Marii Cholewy i Bogdana Ruśkiewicza. Na scenie zadebiutowała w 1966 roku w Teatrze Wielkim w Warszawie rolą Musetty w Cyganerii Giacoma Pucciniego. Od 1967 roku występowała za granicą, zdobywając międzynarodowe uznanie tytułową rolą w Łucji z Lammermooru Gaetana Donizettiego. Śpiewała na scenach europejskich (Wiedeń, Hamburg, Stuttgart) oraz w Stanach Zjednoczonych i Kanadzie. Gościła na festiwalach w Glyndebourne i Edynburgu. Występowała również w Polsce na scenach operowych w Warszawie, Łodzi, Poznaniu i Bytomiu.
Dysponowała głosem o rozległej skali, pozwalającym jej na występy zarówno w rolach koloraturowych, jak i lirycznych. W jej repertuarze znajdowały się role w operach Mozarta, Donizettiego, Pucciniego, Verdiego, Czajkowskiego i Straussa, a także w dziełach współczesnych (Penderecki, Nono, Szostakowicz). Występowała także z repertuarem koncertowym (utwory J.S. Bacha, Händla, Beethovena, Brahmsa, Mahlera, Orffa, Szymanowskiego). Dokonała licznych nagrań płytowych dla wytwórni EMI, Teldec i Deutsche Grammophon. W 1990 roku zarejestrowała dla Polskiego Radia płytę z pieśniami Straussa, Berga, Karłowicza, Brahmsa i Mozarta.